# John Amadu Bangura
John Amadu Bangura, né le 8 mars 1930 à Kalangba et décédé le 29 mars 1970 à Freetown, est un militaire et un homme politique de la Sierra Leone.

## Biographie
Il naît dans un petit bourg de la province du Nord de la Sierra Leone, sa famille appartient à l'ethnie des Loko. 
Il reçoit une bonne formation, notamment à la Central School de Koyeima et à la réputée Bo Government School où il finit ses études secondaires en 1949. Bangura entre ensuite à l'école militaire où il réussit brillamment son cursus, ce qui lui permet d'étudier à l'Académie royale militaire de Sandhurst en Angleterre. Il sert dans les troupes de maintien de la paix de l'ONU au Congo, au début des années 60, et à ce titre est promu colonel. En 1967, Bangura est pourtant accusé de mutinerie et emprisonné. Libéré la même année, il devient diplomate à Washington. Pendant son mandat en ambassade, un gouvernement militaire, le National Reformation Council (en), prend le pouvoir en Sierra Leone. John Bangura rejoint alors les adversaires de la junte qui se sont réunis en Guinée. En avril 1968,  lorsque la junte militaire tombe, Bangura dirige le gouvernement provisoire. 
Il assure le retour de Siaka Stevens et du parti qui a gagné les élections un an avant la prise du pouvoir par les militaires. Il reste chef de l'armée jusqu'en mars 1971, date à laquelle il est arrêté et accusé de sédition contre le gouvernement. Il est exécuté le 29 mars 1970 à la prison de Pademba Road à Freetown, pour mutinerie et trahison.